# Rock Until You Drop
Rock Until You Drop es el primer álbum del grupo británico de heavy metal Raven, lanzado en 1981 por el sello Neat.

## Lista de canciones
Todas las canciones fueron escritas por John Gallagher, Gallagher Mark y Rob Hunter, salvo donde se indica.
1. "Hard Ride"
2. "Hell Patrol"
3. "Don't Need Your Money"
4. "Over the Top"
5. "39-40"
6. "For the Future"
7. "Rock Until You Drop"
8. "Nobody's Hero"
9. "Hellraiser / Action" (Chinn, Chapman, Scott, Connolly, Priest, Tucker)
10. "Lambs to the Slaughter"
11. "Tyrant of the Airways"

## Créditos
- John Gallagher - bajo, voz
- Mark Gallagher - guitarra
- Rob "Wacko" Hunter - batería